# Kořenový vlásek

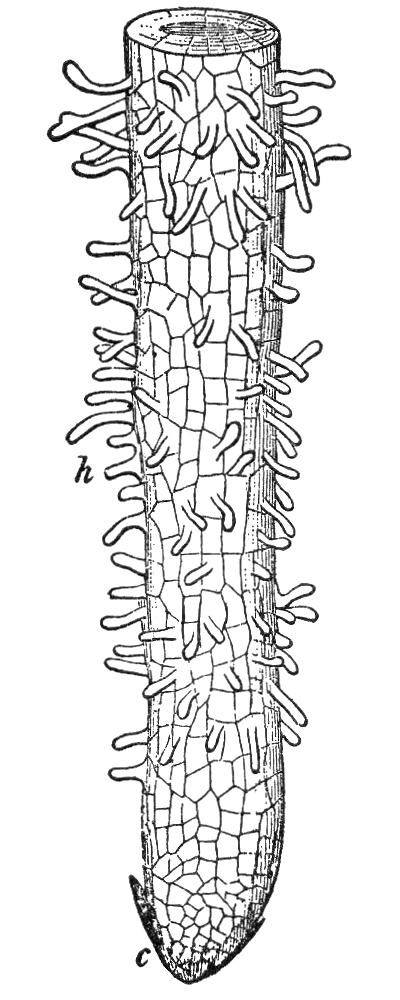
kořen s kořenovou špičkou (c) s kořenovými vlásky na stranách (h)

Kořenový vlásek je vstřebávací (absorpční) trichom, orgán rostliny, kořene, který se podílí na získávání vody a minerálních živin z půdy.

## Název
Velmi časté je odvozené pojmenování v množném čísle – kořenové vlášení. Zřídka označení rhizin.

## Popis
Kořenový vlásek je jednobuněčná, tenkostěnná (pro snadný příjem živin) vychlípenina pokožky kořene (rhizodermis).

Kořenovým vlášením není pokryt celý povrch všech kořenů rostliny. Nachází se v nejmladší části kořene, nedaleko za kořenovou špičkou.

Délka, hustota a životnost kořenových vlásků má pro růst rostlin zásadní význam. Kořenový vlásek žije asi 10 až 20 dní, pak odumírá a je nahrazován novými vlásky.
Soubor všech vlásků se jmenuje kořenové vlášení.

V dobře provzdušněné půdě se tvorba kořenových vlásků posunuje blíže k vrcholu a v neprovzdušněné půdě se vlásky netvoří vůbec. To ukazuje na význam dobrého provzdušnění půdy pro růst kořenových vlásků, ale i celého kořenového systému rostlin, neboť snížený počet kořenových vlásků může snižovat schopnost rostliny přijímat živiny. Počet kořenových vlásků na 1 mm délky kolísá podle vlhkosti, provzdušnění půdy a druhu rostliny.
Russel (1988) uvádí u vojtěšky, kukuřice a jílku anglického pěstovaného na lehké půdě na 1 mm délky kořene počet vlásků 105, 161, 88 a celková jejich délka dosahovala 37, 146, 99 mm.

## Funkce
Mají zásadní význam zejména u živin v půdě málo mobilních, např. sloučenin fosforu. Kořenové vlášení zvětšuje zevní povrch kořene, což vede ke zvýšenému vstřebávání vody a živin rostlinou.

Kořenový vlásek z půdní vlhkosti získává osmoticky vodu. Pokožka kořene musí být dobře propustná pro vodu, v níž jsou rozpuštěné živiny. Kořenové vlásky zvětšují absorpční povrch kořene 10-15krát.
Byla zjištěna závislost tvorby kořenových vlásků na vlhkosti prostředí. Ve vlhkých půdách rostliny tvoří nižší počet kořenových vlásků.

## Zajímavosti
Ve vodních kulturách (rostliny pěstované hydroponicky) suchozemských rostlin se kořenové vlásky netvoří vůbec. Některé rostliny nemají kořenové vlásky, nebo je mají hodně potlačené. Pak využívají místo kořenových vlásků vlákna hub. Houby vytvářejí s kořeny rostlin těsný oboustranně prospěšný vztah, typ symbiózy, který se nazývá mykorhiza. Známá je u dřevin a na ně vázaných kloboukatých hub (např. dub – hřib dubový, modřín – klouzek modřínový, aj.). Najdeme ji také u vřesu, vstavačů a dalších.

Rostliny rostoucí v zamokřených půdách mívají redukované kořenové vlášení, které může případně i zcela chybět.

Růst těchto specializovaných buněk řídí gen, jemuž vědci dali jméno RSL4.